# Lillo (Toledo)
Lillo ist eine zentralspanische Gemeinde mit 2.493 Einwohnern (Stand: 2024) in der Provinz Toledo der Region Kastilien-La Mancha. 

## Lage und Klima
Lillo liegt im Norden der historischen Landschaft der La Mancha ca. 60 km (Fahrtstrecke) ostsüdöstlich der Stadt Toledo in einer Höhe von ca. 685 m. Im Gemeindegebiet liegt der Flugplatz Lillo und die Laguna del Longar, ein Reservat für Tiere und Pflanzen. 
Das Klima im Winter ist rau, im Sommer dagegen trocken und warm; der spärliche Regen (ca. 458 mm/Jahr) fällt überwiegend in den Wintermonaten.

## Bevölkerungsentwicklung
| Jahr      | 1970 | 1981 | 1991 | 2001 | 2011 | 2021 |
| Einwohner | 3333 | 3038 | 2881 | 2905 | 3171 | 2574 |

Die Zuwanderung aus den ländlichen Regionen des Umlandes hat ganz wesentlich zu der kontinuierlichen Zunahme der Einwohnerzahlen beigetragen.

## Sehenswürdigkeiten
- Martinskirche (Iglesia de San Martín Obispo)
- alter Franziskanerkonvent (San Pedro Bautista)
- Antoniuskapelle
- Kapellenruinen
- Gerichtssäule

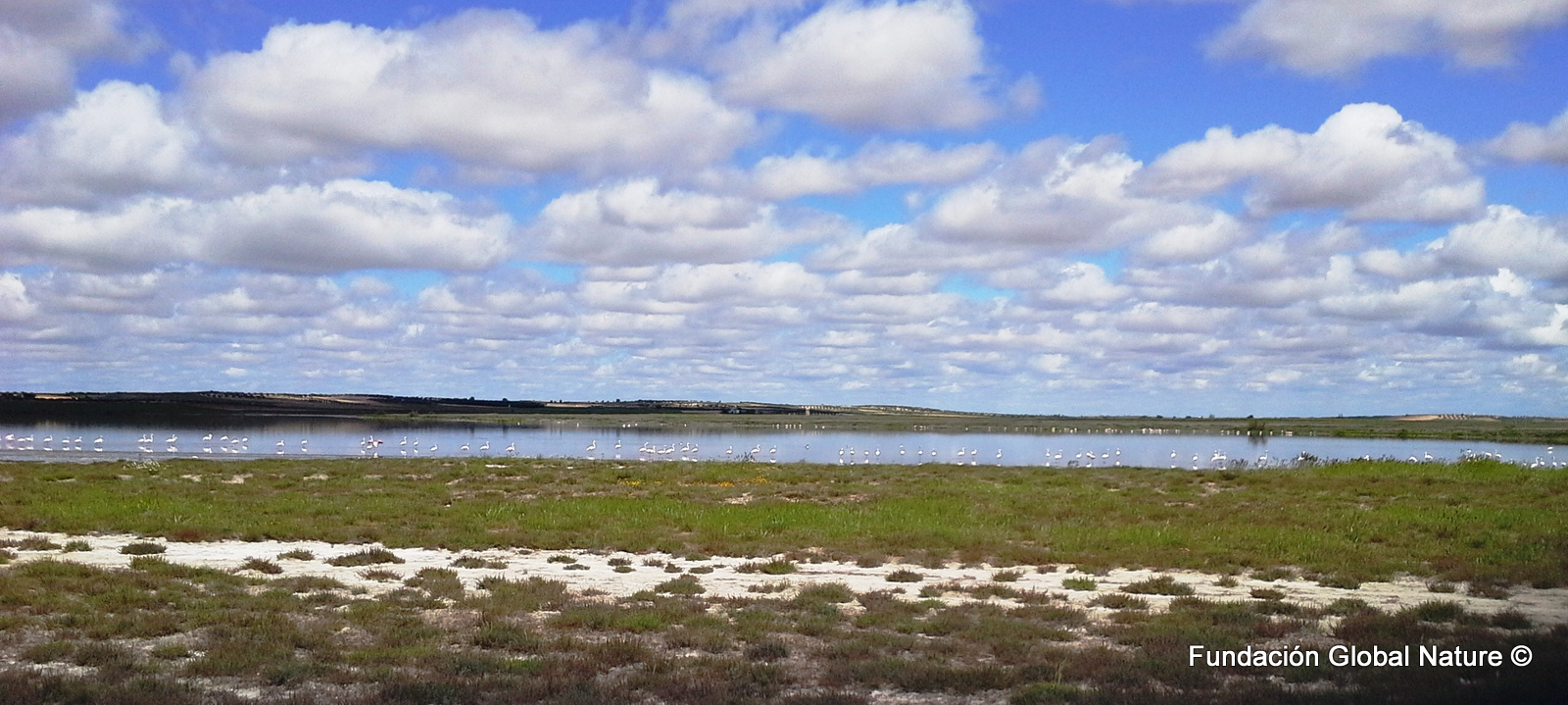
Laguna del Longar
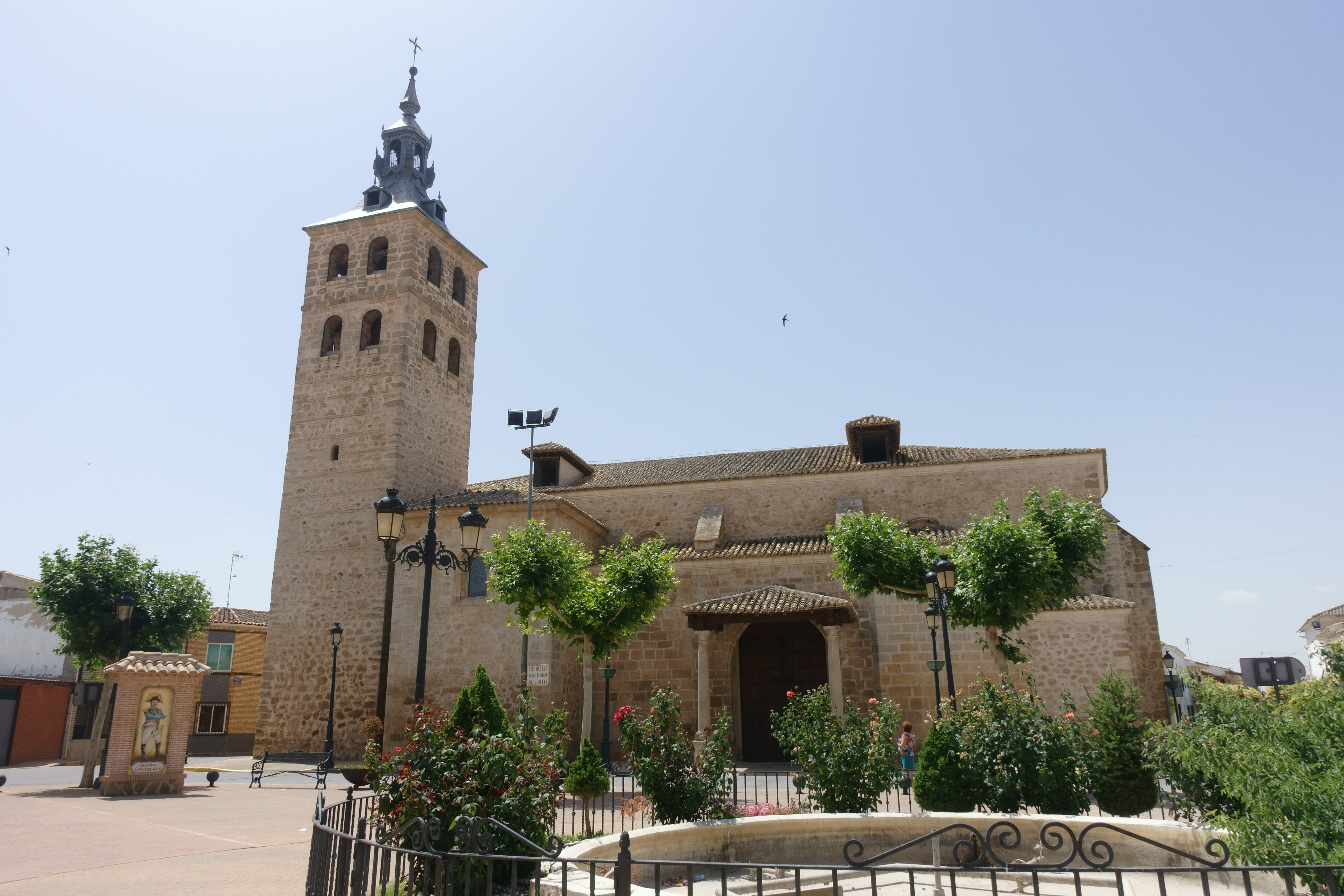
Martinskirche
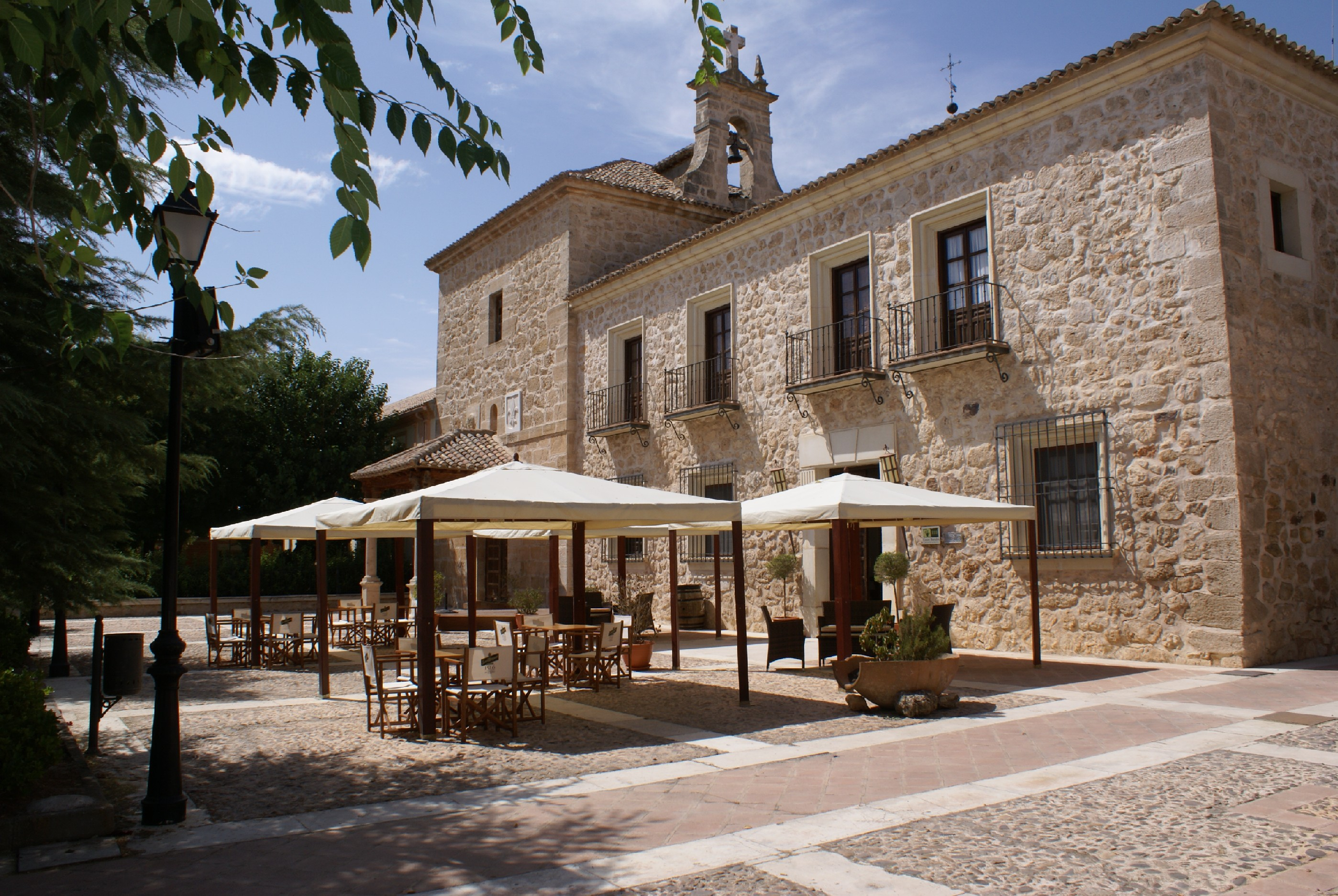
Alter Franziskanerkonvent
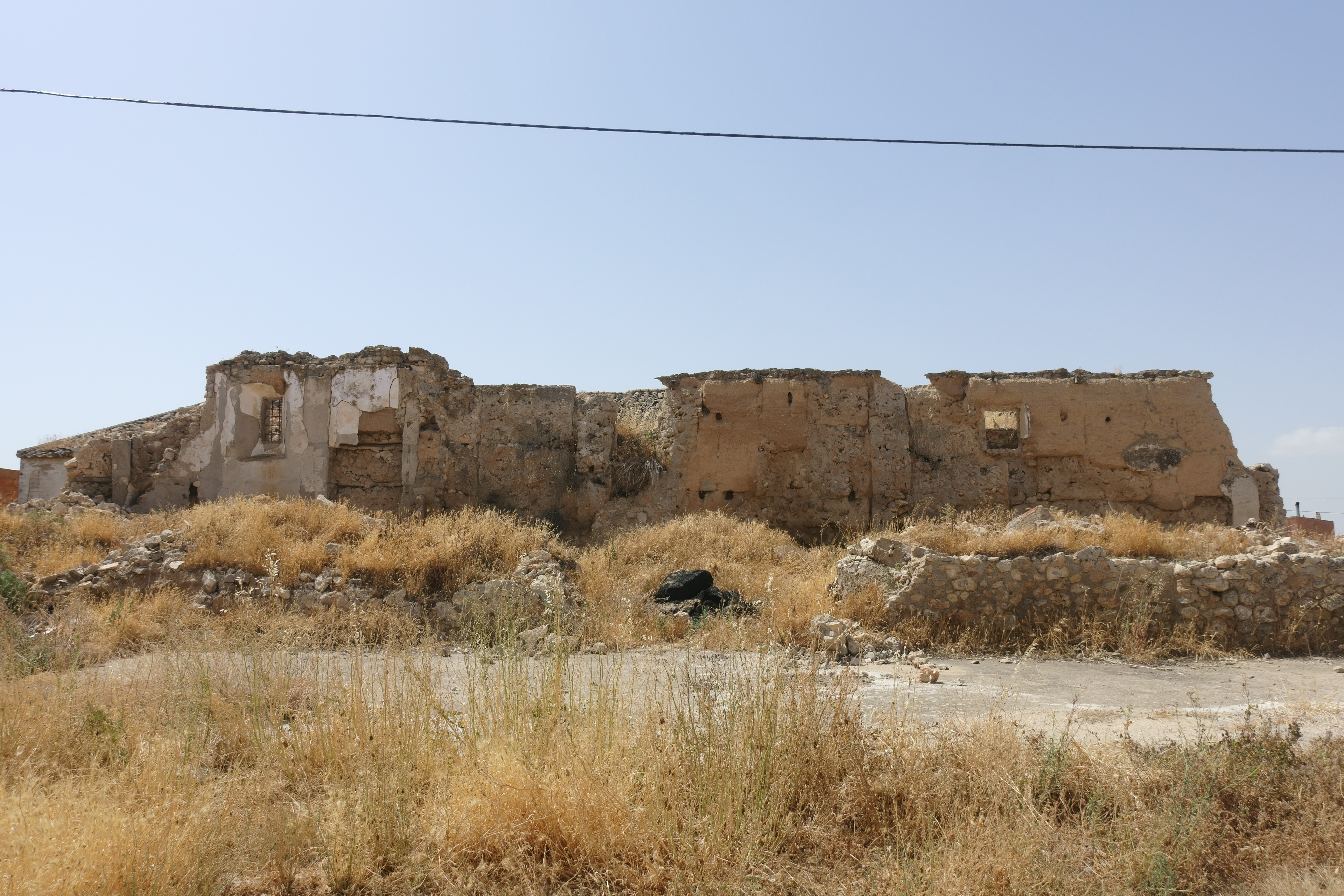
Kapellenruine
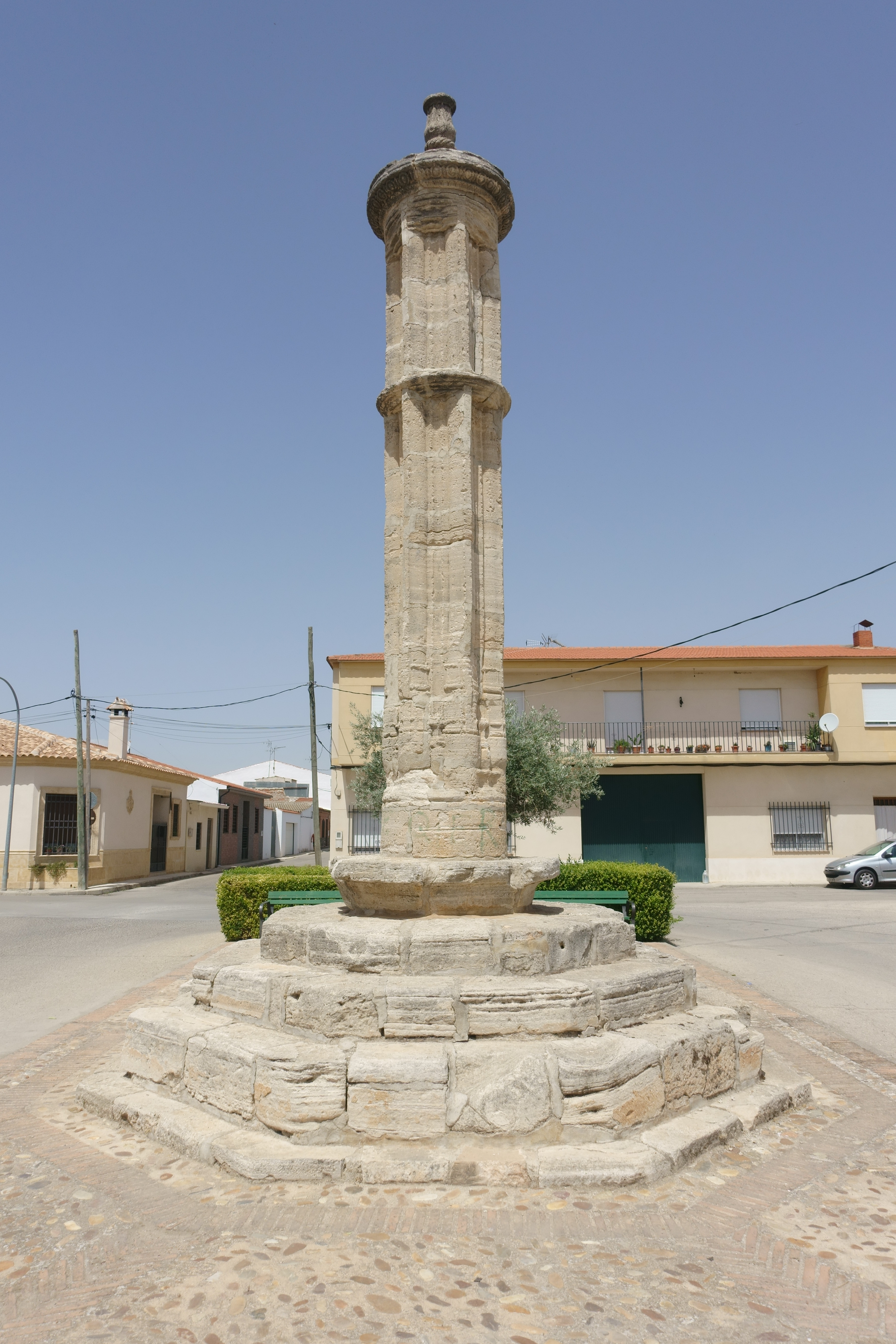
Gerichtssäule
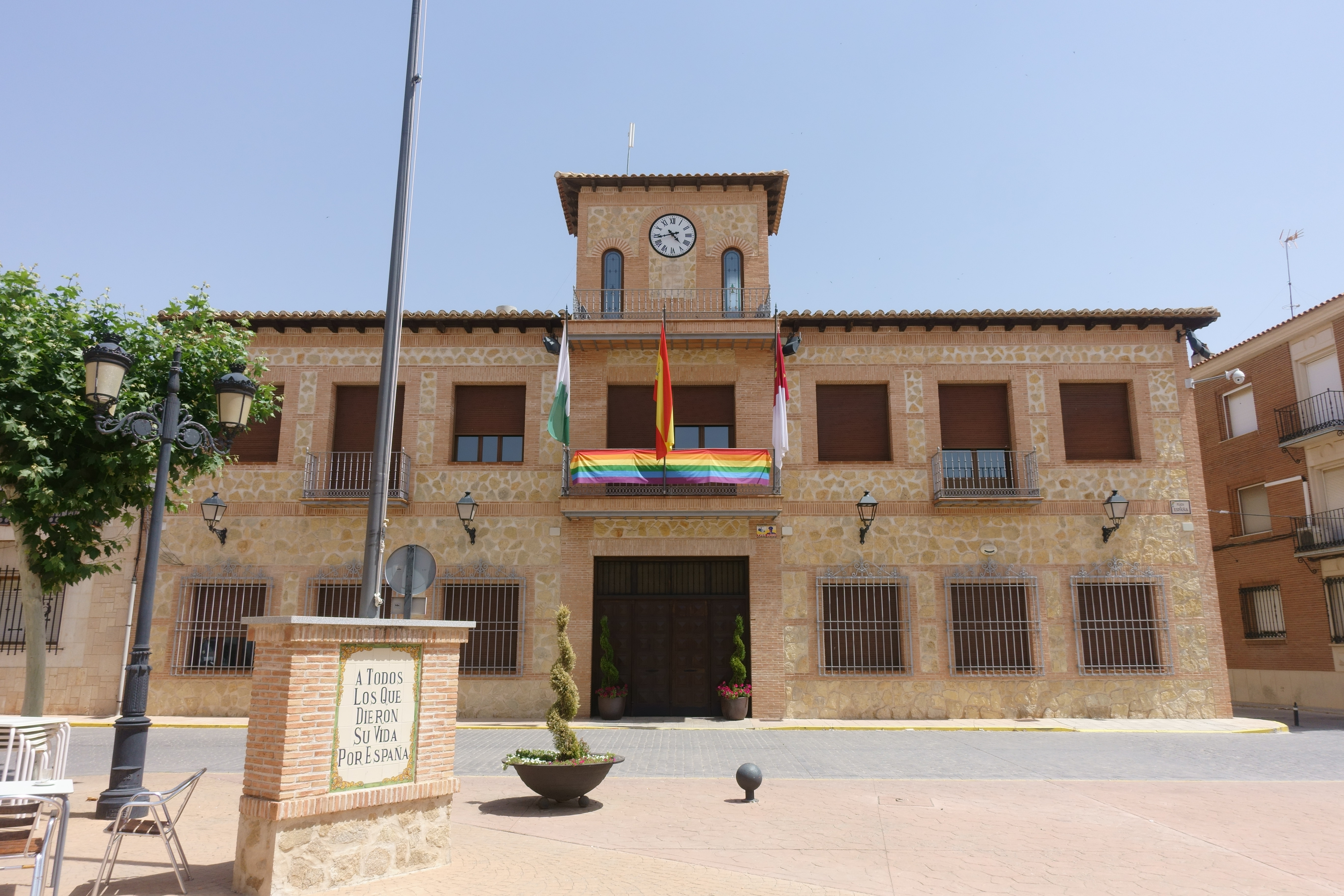
Rathaus

## Persönlichkeiten
- Calixto Ortega (1811–1860), Kupferstecher und Maler
- Venancio González y Fernández (1831–1897), Politiker
- Alfonso González Lozano (1856–1912), Politiker und Minister
- Elvira Moragas Cantarero (1881–1936), Nonne, als Märtyrerin selig gesprochen